# Susan Maughan
Marian Maughan (Consett, 1 juli 1938), beter bekend als Susan Maughan, is een Brits zangeres.

## Biografie
Maughan werd geboren in Consett, maar verhuisde op 15-jarige leeftijd naar Birmingham. Daar kreeg zij werk als secretaresse. Aan de hand van een oproep in een plaatselijke krant deed Maughan auditie als zangeres voor Ronnie Hancock, dewelke haar aannam en met wie zij voor drie jaar zou zingen.
In 1961 werd Maughan een platencontract aangeboden in Londen evenals een baan als zangeres van het Ray Ellington Quartet. Het jaar daarop scoorde Susan Maughan een grote hit in het Verenigd Koninkrijk met de single Bobby's Girl, dewelke de 3e positie wist te behalen in de hitparade. Zij scoorde nog wat kleine hitjes met singles als Hand A Handkerchief To Helen en She's New To You.
Maughan werd uitgenodigd om op te treden op het gala van de Royal Variety Performance van 1963 en speelde in datzelfde jaar de vrouwelijke hoofdrol in de film What A Crazy World. In 1965 verscheen zij in de film Pop Gear. Het jaar daarop zong zij de titelsong van de Britse suspense film Where The Bullets Fly. In de jaren 70 speelde zij in enkele televisieseries van de BBC. Zij verving Clodagh Rodgers in 1971 voor de show Meet Me In London en zong de titelsong van de film Dirty Mary, Crazy Larry in 1974.
Susan Maughan is getrouwd met regisseur Nick Leigh en heeft één zoon, Greg.

## Discografie
- "I've Got To Learn How To Forget" (1962)
- "Baby Doll Twist"
- "Mama Do The Twist"
- "Bobby's Girl" (no. 3 Groot-Brittannië), (no. 4 Ierland), (no. 5 Israël)
- "Hand A Handkerchief To Helen" (no. 41 Groot-Brittannië) (1963)
- "The Verdict Is Guilty"
- "She's New To You" (no. 45 Groot-Brittannië)
- "Hey Lover" (1964)
- "Kiss Me Sailor"
- "Little Things Mean A Lot"
- "That Other Place"
- "Make Him Mine"
- "You Can Never Get Away" (1965)
- "When She Walks Away"
- "Poor Boy"
- "Where The Bullets Fly" (1966)
- "Don't Go Home"
- "Come And Get Me"
- "To Him" (1967)
- "I Remember Loving You" (1968)
- "We Really Go Together" (1969)
- "Time (Is Such A Funny Thing)" (1974)
- "El Bimbo" (1975)